# Basic Instinct 2
 Basic Instinct 2  també coneguda com a  Basic Instinct 2: Risk Addiction és una pel·lícula estatunidenca, dirigida per Michael Caton-jones i estrenada el 2006.

## Argument
La novel·lista americana Catherine Tramell viu a Londres. La policia britànica sospita que ha mort el seu promès, i decideix enviar el psicoanalista Michael Glass per establir el seu perfil psicològic. Tramell és aviat absolta, però decideix seguir el tractament amb el doctor Glass. Un joc de seducció es crea entre ells, portant Glass a ser barrejat amb un fosc assumpte d'homicidi.
Aquesta continuació, contràriament al primer Basic Instinct, va suposar un fracàs comercial, al box office estatunidenc i mundial.

## Repartiment
- Stan Collymore: Kevin Franks
- Sharon Stone: Catherine Tramell
- Neil Maskell: detectiu Ferguson
- David Thewlis: detectiu Roy Washburn
- Jan Chappell: Sol·licitant
- David Morrissey: Michael Glass
- Terence Harvey: Henry Rose
- Hugh Dancy: Adam Towers
- Ellen Thomas: Procurador
- Mark Sangster: Periodista al tribunal 1
- Tim Berrington: Periodista al tribunal 2
- Indira Varma: Denise Glass
- Charlotte Rampling: Milena Gardosh
- Heathcote Williams: Jakob Gerst
- Flora Montgomery: Michelle Broadwin
- Kata Dobó: Magda
- Iain Robertson: Peter Ristedes
- Charlie Simpson: David Bard
- Danielle Lydon: Susan Bard
- Charlotte Purton: Pacient
- Adam Allfrey: Cap rapat
- Vee Vimolmal: Prostituta tailandesa
- Simon Lenagan: Home al bar
- Clar Tebbut: Dona al bar
- Aisling O'Neil: Dona que crida

## Anècdotes
Per tal d'evitar que la pel·lícula fos prohibida als més joves als Estats Units, algunes escenes de sexe van ser suprimides al muntatge. Aquestes escenes són en circulació a Internet, però continuen absents en la versió anomenada «no censurada» del DVD, que reuneix algunes escenes tallades.

## Premis
- Premis Razzie a la pitjor actriu per Sharon Stone
- Premis Razzie a la pitjor pel·lícula
- Premis Razzie al pitjor guió.

### Nominacions
- Premis Razzie al pitjor director per Michael Caton-Jones
- Premis Razzie a la pitjor parella per Sharon Stone
- Premis Razzie al pitjor actor secundari per David Thewlis